# IC 541
IC 541 — галактика типу NF (в процесі підтвердження) у сузір'ї Гідра.
Цей об'єкт міститься в оригінальній редакції індексного каталогу.